# J. C. Ismael
J. C. Ismael (+ São Paulo, 7 de abril de 2011) foi um jornalista brasileiro. 
Começou no jornalismo na década de cinquenta como repórter e crítico de cinema em jornais  de São José do Rio Preto. Formado em direito, foi crítico de cinema do jornal O Estado de S. Paulo  e  colaborador do Suplemento Literário,  dos que o sucederam  e do Caderno 2, todos  daquele jornal.  
Foi ainda colaborador da Folha de S. Paulo (Ilustrada), da revista IstoÉ e  do Jornal da Tarde (Caderno de Sábado), sempre na área da cultura, tendo publicado  cerca de quinhentos artigos, entre resenhas de livros, entrevistas e ensaios.  Em 1968  dirigiu o documentário Um Dia na Velhice, e entre 1978 e 1981 produziu  curtas-metragens sobre artes plásticas, inclusive o único existente sobre a obra do pintor Samson Flexor.   
Editor de antologias de poesias de William Blake e John Donne, é autor de:
- Cinema e Circunstância (Buriti, 1963),
- Thomas Merton, o Apóstolo da Compaixão ( T.A. Queiroz, 1984),
- Alan Watts —  A Sagração do Caminho (T. A.  Queiroz, 1988),
- Iniciação ao Misticismo Cristão  (Record / Nova Era, 1998),
- Um  ensaio da coletânea  Visões do Novo Milênio (Mercuryo, 1999),
- O Médico e o Paciente – Breve História de uma Relação Delicada  (T.A. Queiroz Editor, 2002 e MG Editores, 2ª edição, 2005) e
- Sócrates e a Arte de Viver (Editora Ágora, 2004).